# Haarfonteinkruid
Haarfonteinkruid (Potamogeton trichoides) is een vaste plant, die behoort tot de fonteinkruidfamilie (Potamogetonaceae). De soort staat op de Nederlandse Rode lijst van planten als een soort die in Nederland algemeen voorkomend en stabiel of toegenomen is. De plant komt van nature voor in Europa, West-Azië en Noordwest-Afrika. Het aantal chromosomen is 2n = 26.
De plant wordt 30 - 75 (150cm) cm lang. De zeer dunne, bleke, sterk vertakte stengels zijn vrijwel rond. De 0,5 - 1 (1,3) mm brede, weinig doorschijnende bladeren zijn smal lijnvormig. De middennerf is dikker dan de rest van het blad en bij de bladvoet breder dan de helft van het blad. Er zijn geen drijvende bladeren. De plant vormt in de herfst spoelvormige turionen.
Haarfonteinkruid bloeit in juni en juli met groenwitte bloempjes. De bloeiwijze is een tot ... cm lange aar met 4 - 8 bloempjes. Per bloem wordt er meestal maar één vruchtje gevormd.
De 2,5 mm grote vrucht is een nootje.

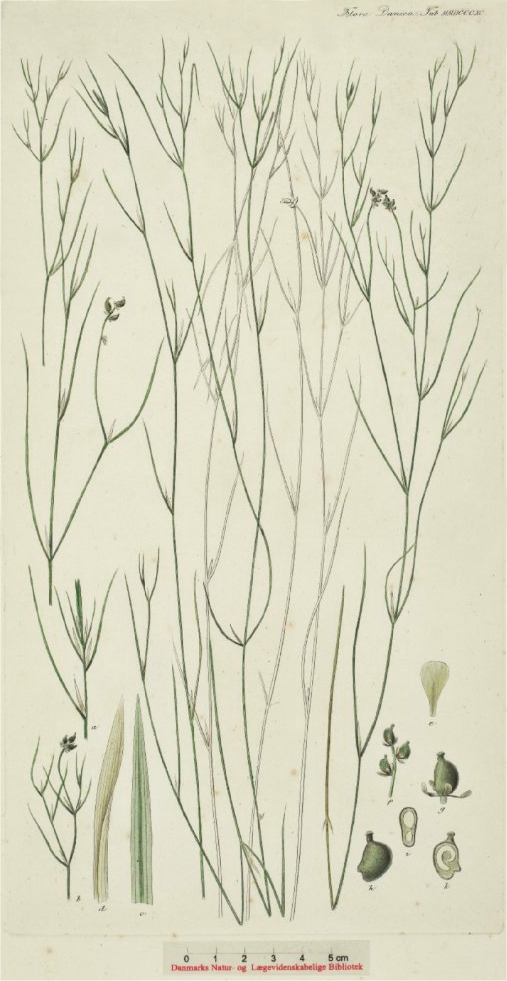
Haarfonteinkruid

## Voorkomen
Haarfonteinkruid staat op zonnige plaatsen in ondiep, stilstaand tot zwak stromend, stikstofarm tot matig stikstofrijk, zwak zuur tot kalkhoudend, zoet of zeer zwak brak water. Verdraagt ook vervuild water.